# ميانده (مقاطعة فسا)
ميانده (بالفارسية: میانده) هي قرية تقع في قسم ميانده الريفي في إيران. يقدر عدد سكانها بـ 5,524 نسمة .